# Научни центар и Музеј технике у Солуну
Научни центар и Музеј технике у Солуну (грчки: Κεντρο Διαδοσης Επιστημων και Μουσειο Τεχνολογιας Τεχνολογιας Τεχνολογιας Τεχνολογιας Τεχνολογιας) се налази у Солуну. Музеј се активно бави заштитом грчког технолошког наслеђа. Поред технолошких експоната у својим просторијама, има различите врсте објеката, као што су планетаријум, амфитеатар, просторија за симулације и биоскоп широког екрана за пројекцију едукативних програма.
Године 2017. је добио посебно признање на додели награда Mariano Gago Ecsit за добродошлицу избегличким породицама и пружање образовних и друштвених програма.

## Историја
Основан је новембра 1978. године као удружење под називом Технички музеј у Солуну. Утицајна личност је био Манос Јатридис, извршни директор Грчке националне електроенергетске компаније у Солуну на Међународном сајму у Солуну 1960. Музеј је првобитно био смештен у простору од 500 м2 у Fix Plant-у у западном Солуну, коју је поклонио Параскевас Цукалас, један од осталих чланова оснивача.

## Опис
Архитектуру зграде дочарава Архимедов клин, где је издужено тело главне зграде полуга која подиже сферу Земље коју симболизује сферна зграда планетаријума.
У главној згради се налази музеј технологије у коме се налазе разне сталне и привремене изложбе, као што су сала за транспорт са великим бројем ретро аутомобила, изложба старогрчке технологије, изложба старих камера и друге.

## Галерија
- Планетаријум
- Симулатор покрета
- Аудиторијум
- Тројанс аутомобил (1922—1930)
- Аутомобил из 1924. године
- МЕБЕА Робин модел (1974—1978)
- Неорион Чикаго (1974)
- ELBO Алетис из 2001. године